# Louis-Joseph Fillon
Louis-Joseph Fillon (* 1. August 1877 in Vineuil, Département Indre; † 2. Januar 1943 in Bourges) war ein französischer römisch-katholischer Geistlicher und Erzbischof von Bourges.

## Leben
Im Alter von zehn Jahren kam Louis-Joseph Fillon nach Paris, wo seine Eltern ein Restaurant eröffneten. Er besuchte das Knabenseminar Saint-Nicolas-de-Chardonnet und ab 1895 das Priesterseminar Saint-Sulpice. Die Priesterweihe empfing er am 29. Juni 1901 und wirkte anschließend als Vikar an Sainte-Marguerite im 11. Arrondissement von Paris, wo er sich insbesondere der Seelsorge unter männlichen Jugendlichen widmete und am Sonntagnachmittag Gottesdienste für diejenigen Arbeiterinnen hielt, die am Sonntagvormittag arbeiten mussten. Im Jahr 1906 begründete er mit Unterstützung seiner Eltern eine Reihe von Restaurants und Wartesälen für die Beschäftigten in der Innenstadt und der Umgebung von Paris sowie in verschiedenen Städten Frankreichs. Im Jahr 1914 wurde er auf eigenen Wunsch Militärseelsorger und wurde mehrfach ausgezeichnet. Nach dem Ersten Weltkrieg wurde er 1921 Vikar an Saint-Dominique im 14. Pariser Arrondissement, wo er seine volksmissionarische Arbeit aus den Vorkriegsjahren fortsetzte. Im Jahr 1924 wurde er Administrator und 1926 Pfarrer der neugeschaffenen Parochie Saint-Léon im 15. Arrondissement.
Am 21. Juni 1929 wurde Louis-Joseph Fillon zum Bischof von Langres ernannt. Die Bischofsweihe spendete ihm am 24. September desselben Jahres der Erzbischof von Lyon, Louis-Joseph Kardinal Maurin; Mitkonsekratoren waren Benjamin-Octave Roland-Gosselin, Weihbischof in Paris, und Georges-Marie-Eugène Audollent, Bischof von Blois. Am 24. Dezember 1934 wurde er zum Erzbischof von Bourges ernannt. Im Jahr 1936 begründete er das Priesterseminar in Neuvy-sur-Bangeron. Im Februar 1939 wurde er von der Regierung Daladier in die Ehrenlegion aufgenommen. Im Juni 1940 bezog er – zusammen mit einigen Bischofskollegen – Position zugunsten von Marschall Pétain. Nach der Okkupation Frankreichs durch deutsche Truppen war seine Diözese durch die Demarkationslinie oberhalb von Bourges geteilt.
Im November 1942 wurde er auf dem Rückweg von einer Versammlung in Paris von deutschen Truppen angehalten und erlitt dabei eine Lungenstauung, an deren Folgen er einige Wochen später im Krankenhaus von Bourges starb.